# Hood Canal Bridge
Die Hood Canal Bridge, offiziell William A. Bugge Bridge, ist eine Schwimmbrücke im US-Bundesstaat Washington. Sie führt die Washington State Route 104 von der Kitsap-Halbinsel über den Hood Canal auf die Olympic-Halbinsel. Von der 2398 m langen Brücke sind 1988 m als Schwimmbrücke ausgeführt, was die Brücke zur längsten Schwimmbrücke der Welt im Salzwasser macht. Die Brücke wurde 1961 als zweite in Beton ausgeführte Schwimmbrücke im Bundesstaat Washington eröffnet und stellt eine wichtige Verbindung für die lokale Bevölkerung und den Tourismus dar.

## Geschichte
Die Planung der Brücke dauerte annähernd zehn Jahre. Viele Ingenieure zweifelten, ob es überhaupt möglich sein würde eine Schwimmbrücke über Salzwasser zu bauen, besonders im Hood Canal, einem fjordartigen Seitenarm des Puget Sound. An der Stelle, wo die Brücke gebaut werden sollte, beträgt der Tidenhub bis zu 5 m und kann durch Wind- und Strömungseffekte im Meeresarm noch verstärkt werden. Das Wasser ist an der Stelle 100 m tief, so dass der Bau einer Hängebrücke ausschied, weil die Gründung der Pylone unmöglich schien.
Die Pontons für die Brücke wurden im Duwamish River bei Seattle hergestellt, vor Ort geschleppt und dort zu den Schwimmkörpern verschraubt. Während der Montage beschädigten Stürme die geschraubten Verbindungen, so dass deren Ausführung geändert werden musste und ein neuer Hersteller für die Pontons gesucht werden musste.
Die Brücke wurde mit 15-monatiger Verspätung am 12. August 1961 für den Verkehr freigegeben. Am Eröffnungstag bildete sich ein acht Kilometer langer Stau von Leuten, die als erstes über die neue Brücke fahren wollten.
Das Bauwerk wurde 1977 offiziell in William A. Bugge Bridge umbenannt, nach dem ehemaligen Vorsitzenden des Straßenbauamtes des Bundesstaates Washingtons, in dessen Amtszeit die Brücke gebaut wurde.

### Sinken der Brücke 1979
Die westliche Hälfte der Hood Canal Brücke versank am 13. Februar 1979 gegen 7 Uhr morgens in einem schweren Sturm. Der Sturm brachte Winde mit 140 km/h und Böen bis 190 km/h, die Wellen waren 3 bis 4,5 m hoch. Die Brücke war zu dieser Zeit für den Verkehr gesperrt, weil bei Stürmen jeweils die Schubbrücke geöffnet wurde, um die seitlichen Kräfte auf das Bauwerk zu reduzieren. Die Brückenhälfte war gesunken, weil Wasser durch offene Wartungsluken in die Schwimmkörper eingedrungen war und die Verankerungskabel versagt hatten.
Nach Erwägung anderer Lösungen, wie zum Beispiel der Einrichtung einer Fährverbindung oder dem Bau eines Unterwassertunnels, wurde beschlossen, die fehlende Hälfte der Brücke mit staatlicher Unterstützung wieder aufzubauen. Der Wiederaufbau kostete 143 Millionen US-Dollar und die Brücke konnte am 3. Oktober 1982 wieder dem Verkehr übergeben werden. Als Vorsichtsmaßnahme wird die Brücke für den Verkehr gesperrt, wenn die Windgeschwindigkeit mehr als eine Viertelstunde lang über 65 km/h liegt.

### Erneuerung 2009
Zwischen 2003 und 2009 wurde für 500 Millionen US-Dollar die 1979 nicht versunkene Osthälfte der Brücke, sowie die beiden Fachwerkträger, die Vorbrücken, der Antrieb der Schubbrücke und die Elektrik der ganzen Brücke erneuert. Für den Bau der Pontons des Schwimmkörpers sollten in der Nähe von Port Angeles Trockendocks gegraben werden. Das Vorhaben musste Ende 2004 aufgegeben werden und ein neuer Platz gesucht werden, weil während der Arbeiten das archäologisch gut erhaltene ehemalige Klallam-Dorf Tse-whit-zen entdeckt wurde. Die erneuerte Brücke konnte am 3. Juni 2009 nach einer sechswöchigen Totalsperre wieder in Betrieb genommen werden.

## Bauwerk

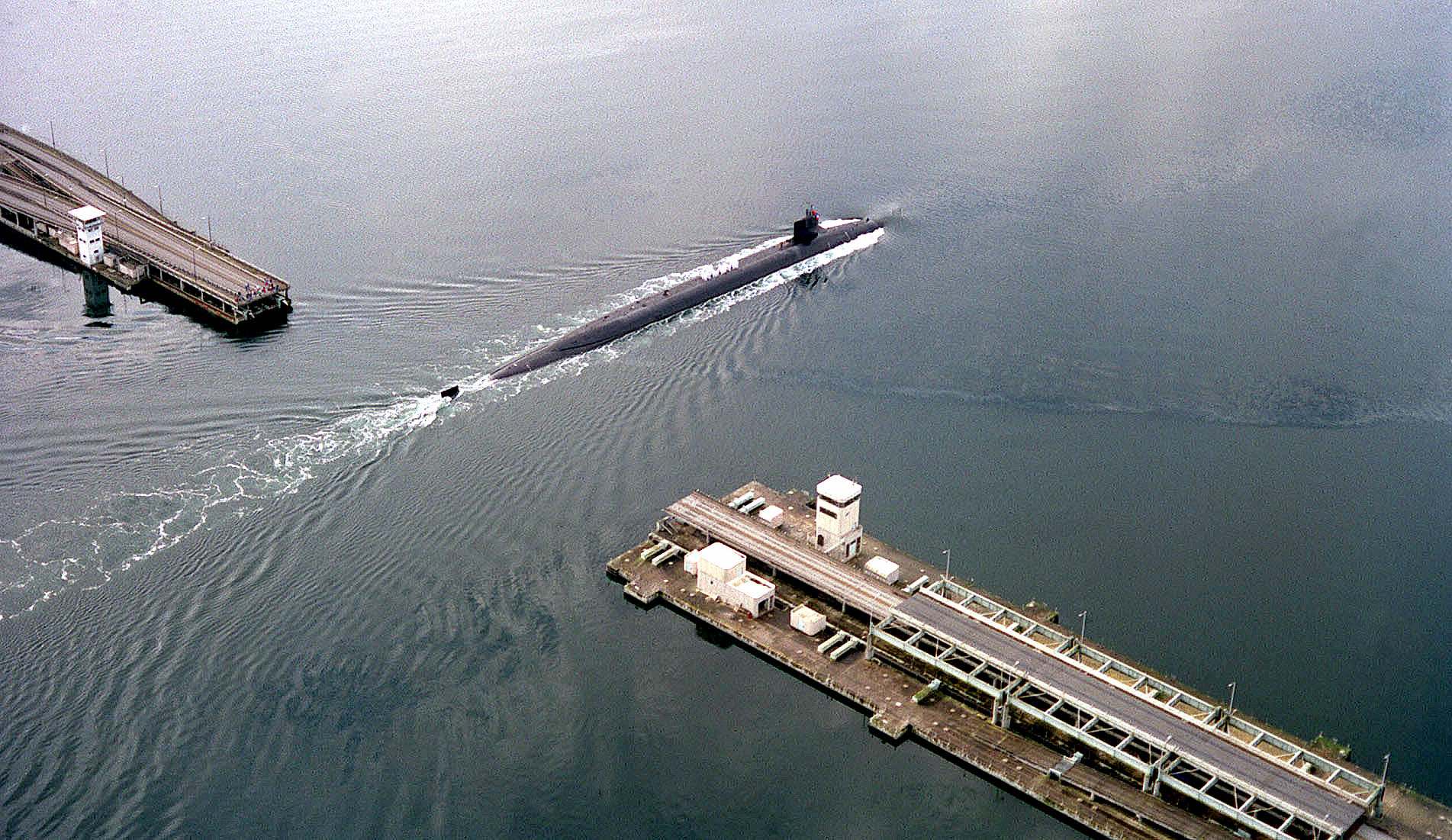
Das Unterseeboot USS Ohio passiert die geöffnete Hood Canal Bridge. Bild von 1998, die östliche Brückenhälfte links im Bild ist noch nicht erneuert, was an der Form der Schubbrücke zu erkennen ist.

Die Schwimmbrücke besteht aus 23 Pontons, die zu zwei durchlaufenden Schwimmkörpern verschraubt sind und mit einer Schubbrücke für die Schifffahrt miteinander verbunden sind. Jeder Schwimmkörper wiegt ungefähr 5000 t. Der schwimmende Teil der Brücke ist mit Stahlseilen an 42 auf dem Meeresboden liegenden je 500 t schweren Betonblöcken verankert und beidseitig mit einem 85 m langen Fachwerkträger an die landseitigen Vorbrücken angebunden.
Die Schifffahrtsöffnung ist 180 m breit. Sie wird von den U-Booten der Ohio-Klasse zum Erreichen der Naval Base Kitsap genutzt. Die Brücke wird geöffnet, indem die an die Schubbrücke angrenzenden Fahrbahnsegmente um 2 m angehoben werden und die Schubbrücke unter diese zurückgezogen werden.